# Евгений II
Евгений II (на латински: Eugen II) e от 11 май 824 г. до смъртта си папа. Името му на гръцки означава „ангелски роден“.
Преди да бъде избран против волята на римското население е епископ (архиерей) на църквата „Санта Сабина“.
В интерес на добрите връзки от папа Стефан IV между папа и император, Евгений II съобщава избора си веднага на Людовик Благочестиви, който веднага изпраща най-възрастния си син Лотар I в Италия, за да му помага в неговите проблеми с римското население.
Така се стига до Constitutio Romana от 11 ноември 824 г., което осигурява императорската власт над Рим, Църковната държава и Курия и мн. др., определя папският избор да се прави само от клира и благородниците и новоизбраният папа преди да е осветен трябва да се кълне във вярност пред императора. Конфликтът между папа Евгений и градът Рим води до намаляване на привилегиите дадени на Пасхалий I.
В замяна на тези новости императорът дава на папата свободна ръка във вътрешните църковни въпроси.